# Diner

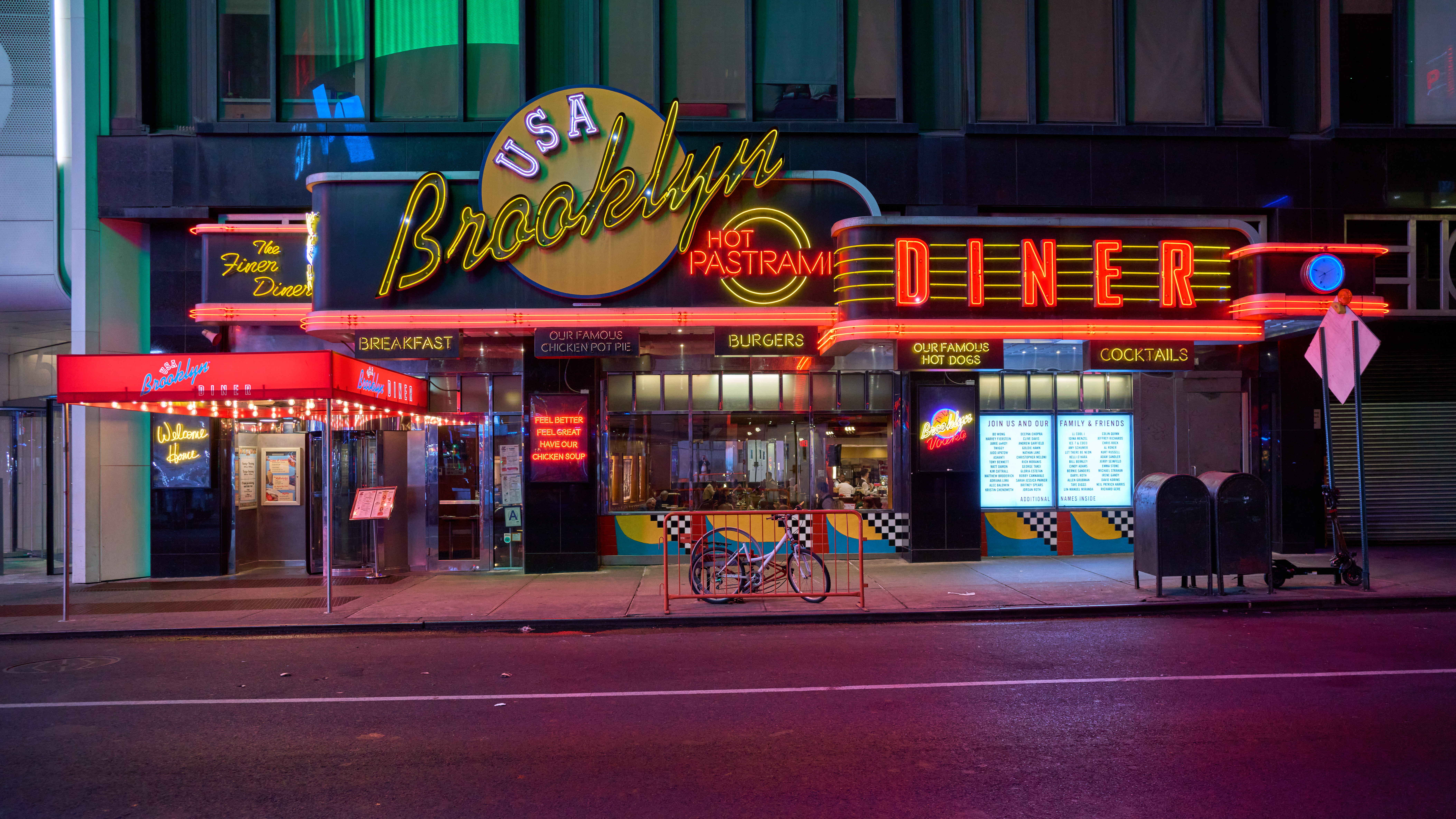
Brooklyn Diner in Manhattan, New York

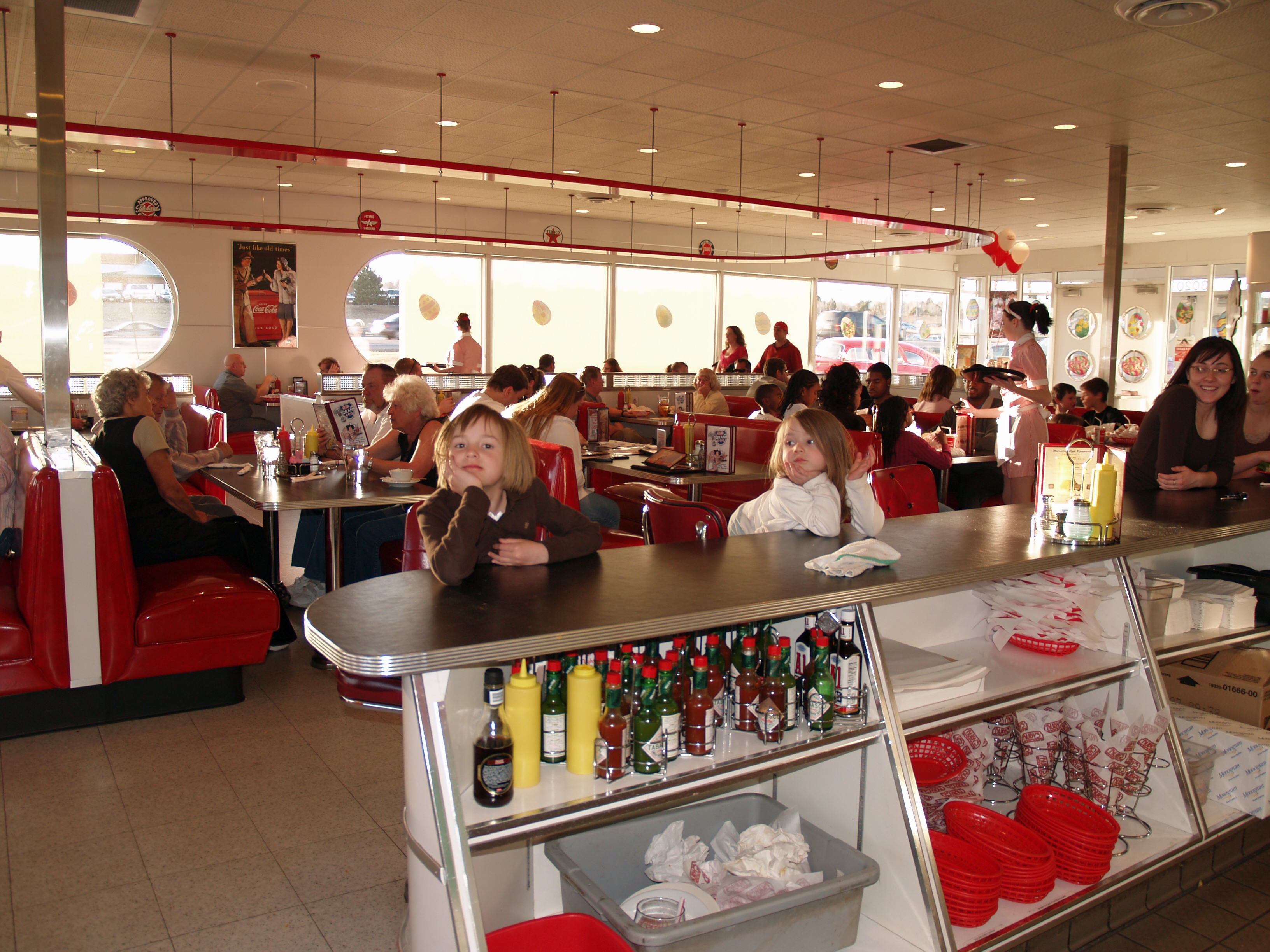
Diner in Colorado Springs

Ein Diner (deutsche Aussprache: [ˈdaɪ̯nɐ]; englische Aussprache: [ˈdaɪnəʳ] oder [ˈdaɪnɚ]) ist ein einfaches nordamerikanisches Restaurant, das sich meist außerhalb geschlossener Orte und Städte an Fernstraßen befindet und somit die Funktion einer Autobahnraststätte hat. Der Diner
hat sich Ende des 19. Jahrhunderts aus mobilen Imbissbuden entwickelt, für die ausrangierte Speisewagen der Eisenbahn benutzt wurden, die auf Englisch dining car heißen; daraus entstand als Abkürzung Diner. Heutige Diner sind kleine Gebäude in Fertigbauweise. „Das Essensangebot blieb aus Raumgründen beschränkt und bewegte sich zwischen Schnellimbiss und Restaurant.“

## Geschichte

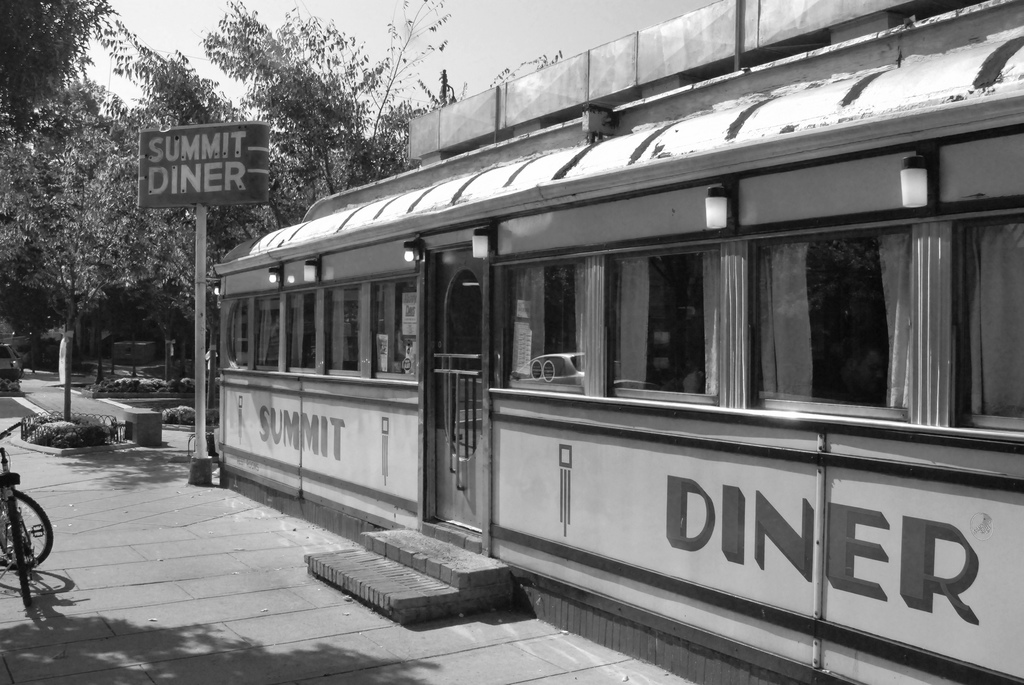
Diner im Stil der alten Speisewagen in Summit (New Jersey)

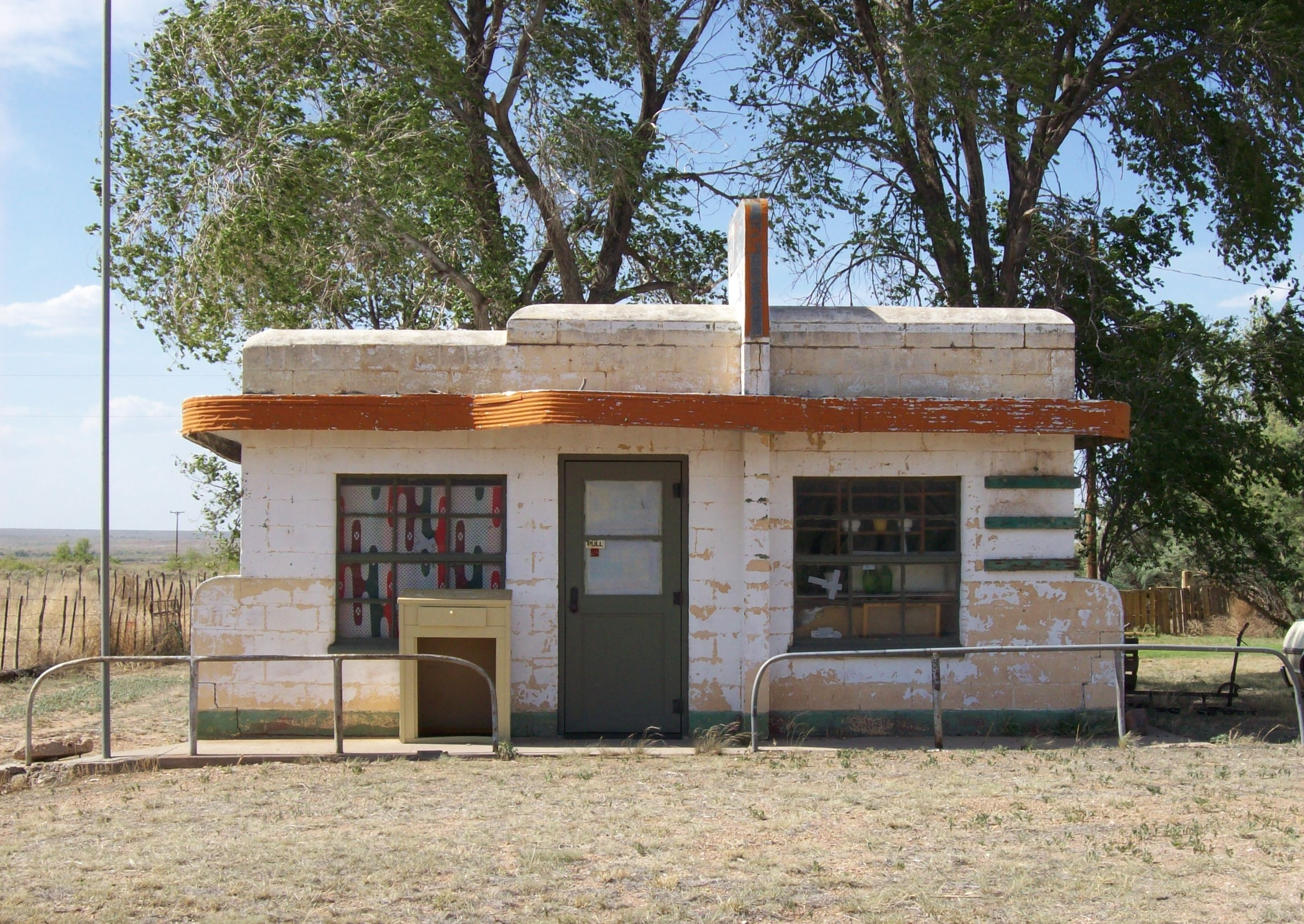
Verlassener Diner in Glenrio

Die Diner entwickelten sich Ende des 19. Jahrhunderts aus mobilen Imbissbuden. Als Pionier gilt in den USA ein Imbissverkäufer namens  Walter Scott aus Providence in Rhode Island, der 1872 einen ausrangierten Eisenbahnwaggon umfunktionierte und sich damit abends vor den Büros der Zeitung Providence Journal postierte, weil die Restaurants in der Nähe abends schlossen. Er verkaufte einfache Gerichte wie Sandwiches sowie Kaffee. Seine Idee erwies sich als erfolgreich, so dass sich bald Nachahmer fanden. Seit 1880 stellte Samuel Jones aus Worcester, Massachusetts, eigens für den Imbissbetrieb Dinerwagen mit Sitzplätzen her, die ebenfalls mobil waren und den Betreibern den Wechsel des Standorts erlaubten. Diese frühen Diner gab es in größeren Städten. 1905 begann Patrick Tierney in New Rochelle damit, stationäre Diner zu bauen, die nur noch äußerlich und in ihrer Größe an die früheren Speisewagen erinnerten. Die angebotenen Mahlzeiten waren einfach und preiswert.
Nach dem Ersten Weltkrieg ließen sich immer mehr Diner-Betreiber in den Vororten der Städte und entlang der Fernstraßen nieder. An stark besuchten Standorten waren diese Schnellrestaurants rund um die Uhr geöffnet und boten Frühstück, Mittagessen und Abendessen an. In den 1930er Jahren gab es in den USA rund 6000 Diner.
Bis zur Weltwirtschaftskrise waren die meisten Diner-Hersteller und ihre Kunden im Nordosten der USA angesiedelt. Nach dem Zweiten Weltkrieg, als die Wirtschaft zur zivilen Produktion zurückkehrte und die Vorstädte wuchsen, galten Diner als günstige Möglichkeit zur Errichtung eines Kleingewerbes. In dieser Zeit entstanden auch im Mittleren Westen zahlreiche Diner. Ab den 1970er Jahren wurden die Diner jedoch zunehmend von Fast-Food-Ketten wie McDonald’s, Burger King, Wendy’s und Kentucky Fried Chicken verdrängt. Einige Fast-Food-Betriebe wie Dairy Queen sind eine Mixtur aus Dinern alten Stils und modernen Schnellrestaurants.

## Architektur

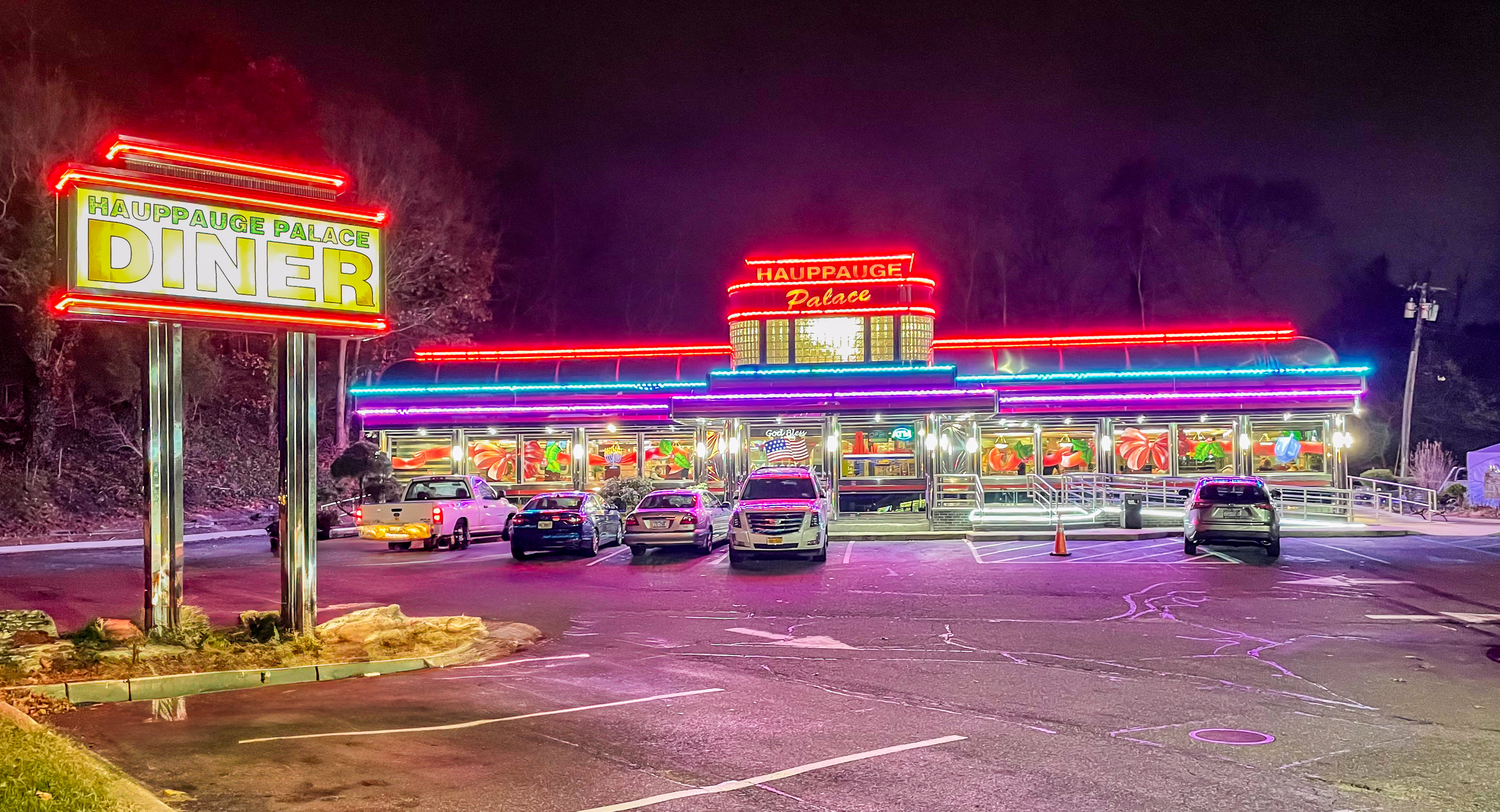
Neon-Außenwerbung eines Diners in Hauppauge (New York)

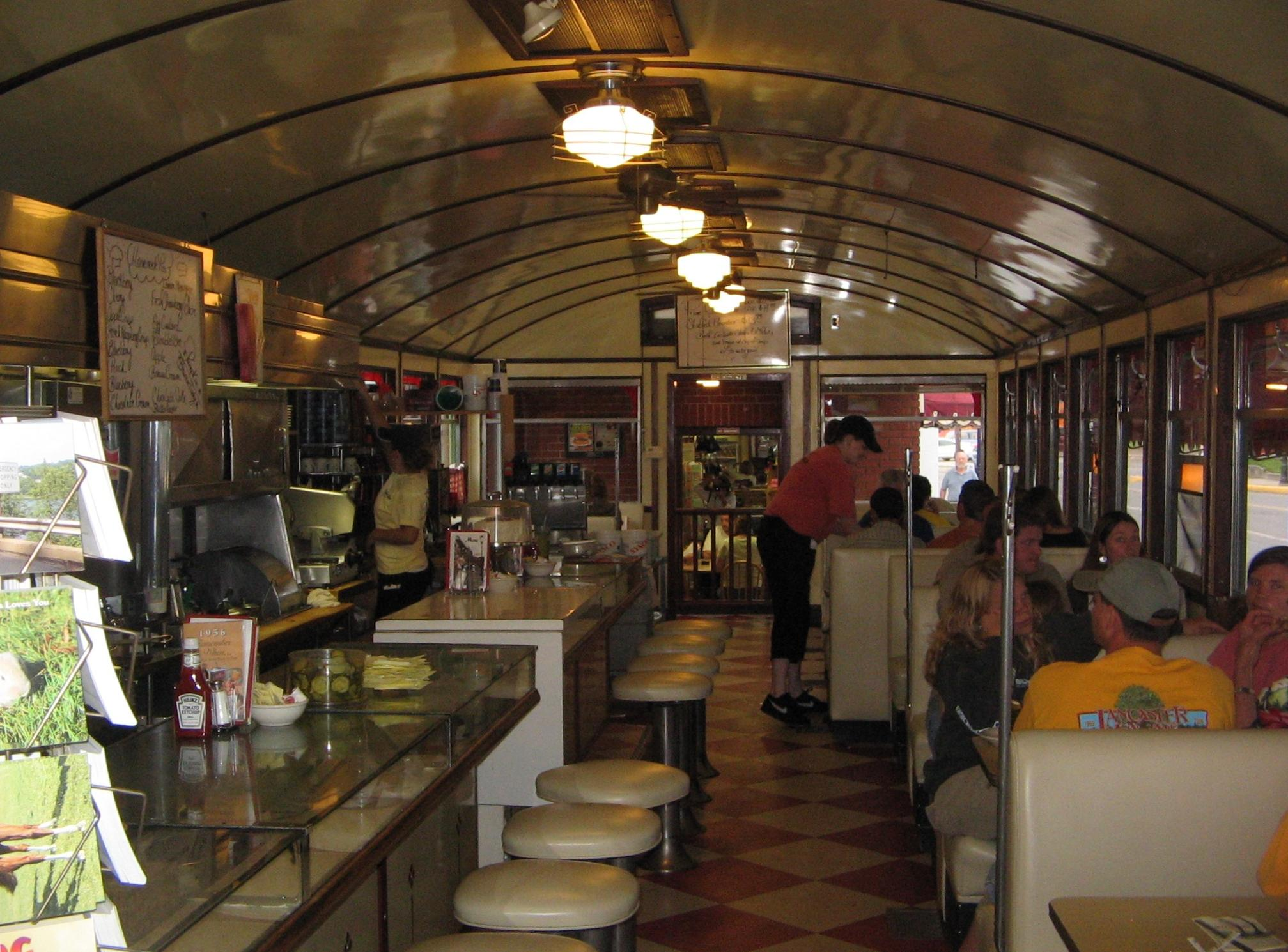
Das Innere eines Diners in Wellsboro mit gewölbter Decke

Traditionelle Diner sind üblicherweise schmal und länglich geformt, was den Straßentransport zum Restaurantstandort ermöglichte. Der Innenbereich wird von der Bedienungstheke dominiert, mit einem Zubereitungsbereich entlang der hinteren Wand und hohen Stühlen für die Kunden an der Vorderseite. Die Dekorationsgewohnheiten änderten sich mit der Zeit. Die Diner der 1920er bis 1940er Jahre zeigten Art-Déco- und Streamline-Elemente oder kopierten das Interieur von Speisewaggons der Eisenbahnen (tatsächlich dienten vereinzelt auch ausgediente Eisenbahnwaggons als Diner). In den 1950er Jahren dominierten rostfreier Edelstahl, Glasblöcke und Neonlicht das Innere.
Moderne Diner sind eher wie normale Restaurants gestaltet, mit einigen Reminiszenzen an die traditionelle Diner-Architektur (üblicherweise Edelstahl- und Art-Déco-Elemente).

## Kulturelle Bedeutung

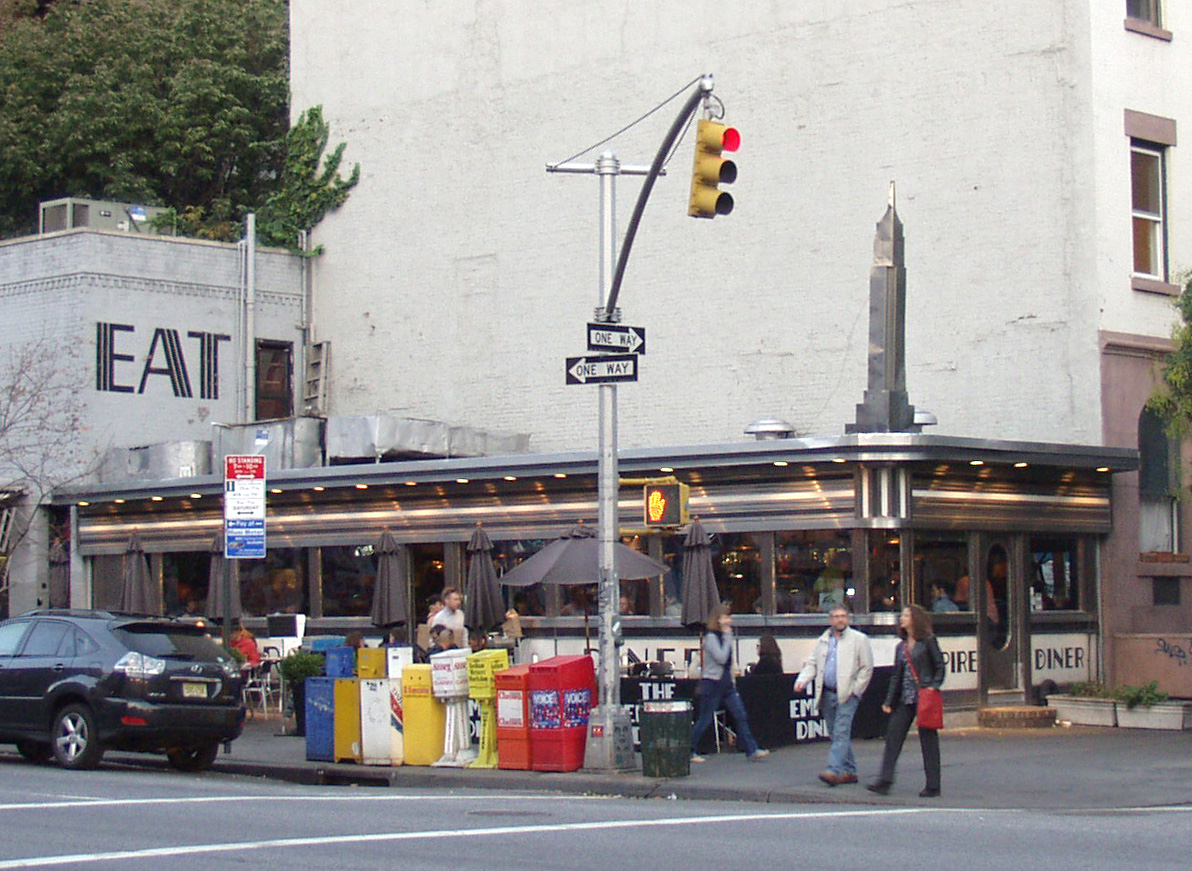
Empire Diner in New York

In Fernseh- und Kinoproduktionen stehen Diner für die Periode des Wachstums und Optimismus im Amerika der 1950er Jahre. Sie werden als Ort verwendet, an dem sich Jugendliche nach der Schule treffen, und als wichtiger Bestandteil eines Rendezvous. Der kulturelle Einfluss der Diner wirkt bis heute fort. Viele Restaurants (einschließlich Ketten wie Denny’s) haben das Aussehen der Diner aus den 1950er Jahren übernommen, während die Häuser der Waffle-House-Kette die architektonische Innenstruktur der Diners kopierten.
Diners sind, ähnlich wie die Fast-Food-Ketten, Orte mit Wiedererkennungswert, die zum Essen und als Treffpunkt dienen. Die Speisen und Preise sind üblicherweise (besonders innerhalb einer Region) recht einheitlich, abgesehen von Gebieten mit großer Immigrantenpopulation, in denen oft ausländische Küche geboten wird. Diner sind oft 24 Stunden lang geöffnet, besonders in den Städten, was sie zu einem festen Bestandteil der Stadtkultur macht. Im Bundesstaat Massachusetts wurden in diesem Zusammenhang über 20 Diner als Diners of Massachusetts MPS in das National Register of Historic Places eingetragen.

## Trivia
In Teilen der Staaten New York, Ohio und Pennsylvania werden Diner häufig Dinor geschrieben. Dies betrifft einen Bereich mit etwa 50 Meilen Radius um Erie, Pennsylvania. Bisher gibt es keinen wissenschaftlichen Konsens über die Entstehung der abweichenden Schreibweise.